# Сокол Артем Денисович
Артем Сокол (рос. Артём Сокол, нар. 11 червня 1997, Москва, Росія) — російський футболіст фланговий захисник тульського «Арсенала».
Колишній гравець юнацької збірної Росії (U-19).

## Ігрова кар'єра
Займатися футболом Артем Сокол почав у семирічному віці у секції «ДЮСШ Спартак-2». Через три роки хлопець перебрався в Академію «Спартака». Вже там він, починаючи грати у півзахисті, перекваліфікувався на флангового захисника.
У 2014 році футболіст був заявлений до основного складу «Спартака» але в першій команді він так і не зіграв, провівши деякий час в оренді у фарм-клубі «червоно-білих» «Спартак-2», який виступав у першості ФНЛ.
Влітку 2018 року Артем Сокіл перейшов до складу тульського «Арсенала». Але на початку він грав тільки у молодіжному складі. І у січні Сокол відправився в оренду до норвезького «Тромсе», в якому провів півроку - до літа 2019. Після чого Сокол повернувся до «Арсенала».
Влітку 2015 Артем Сокол викликався до складу збірної (U-19), де провів три матчі у ході відбору до Юнацького Євро-2016.

## Досягнення
Клубні
Спартак (М)
- Переможець молодіжної першості Росії 2016/17